# Short Dog's in the House
Short Dog's in the House é o sexto álbum de estúdio do rapper Too $hort. Este álbum possui uma faixa com a partificação de Ice Cube e os desenhos de cachorros na capa inspiraram outros rappers, como Snoop Dogg. Short Dog's in the House contém o hit single de Too Short, "The Ghetto", que em 2004 apareceu no videogame GTA: San Andreas, na rádio fictícia Radio Los Santos.

O álbum contém apenas uma participação, sendo de Ice cube, e foi a primeira vez que grandes artistas do norte e do sul da Califórnia colaboraram em um som. A versão editada do disco remove duas músicas e adiciona a faixa "What Rap?" Na versão editada, "Ain't Nothin' but a Word to Me" foi censurada com efeitos sonoros de bipe. Xingamentos também foram removidos de outras músicas.
| Críticas profissionais | Críticas profissionais |
| Avaliações da crítica  | Avaliações da crítica  |
| Fonte                  | Avaliação              |
| ---------------------- | ---------------------- |
| Allmusic               | [ 1 ]                  |
| RapReviews             | (8.5/10)               |

## Faixas
Esta é a lista da versão explícita.
1. "Short Dog's in the House"
2. "It's Your Life"
3. "The Ghetto"
4. "Short But Funky"
5. "In the Oaktown"
6. "Dead or Alive"
7. "Punk Bitch"
8. "Ain't Nothin' but a Word to Me" (com Ice Cube)
9. "Hard on the Boulevard"
10. "Pimpology"
11. "Paula & Janet"
12. "Rap Like Me" (insulto à MC Hammer)
13. "The Ghetto" (Reprise)

## Desempenho nas paradas
| Parada                 | Posição |
| ---------------------- | ------- |
| Billboard 200          | # 20    |
| Top R&B/Hip-Hop Albums | # 3     |

## Singles
Short But Funky
| Parada                           | Posição de pico |
| -------------------------------- | --------------- |
| Hot R&b/Hip-Hop Singles & Tracks | # 36            |
| Hot Rap Singles                  | # 14            |

The Ghetto
| Parada                              | Posição de pico |
| ----------------------------------- | --------------- |
| Hot Rap Singles                     | # 3             |
| Hot Dance Musica/Maxi-Singles Sales | # 23            |
| Hot R&B/Hip-Hop Singles & Tracks    | # 12            |
| Billboard Hot 100                   | # 42            |